# Odra (přítok Kupy)
Odra je řeka v Chorvatsku. Je dlouhá 45 km a prochází Záhřebskou župou. Řeka pramení ve vesnici Donje Podotočje soutokem vod z několika podvodních pramenů. Ústí do Kupy ve městě Sisak.

## Sídla ležící u břehu řeky
Donje Podotočje, Jagodno, Poljana Čička, Žabno, Odra Sisačka, Staro Pračno, Sisak

## Přítoky
Mezi přítoky Odry patří potoky Kosnica, Obdina, Ribnica, Siget a Želin.